# Fredrik Wachtmeister (1830–1889)
Carl Fredrik Wachtmeister af Johannishus, född 16 juni 1830 i Karlstads landsförsamling, Värmlands län, död 17 augusti 1889 i Helgona församling, Södermanlands län, var en svensk greve, kapten, godsägare och riksdagsman. Han var son till Gustaf Wachtmeister.

## Militär karriär
Han avlade officersexamen den 2 mars 1850 och utnämndes till underlöjtnant vid Svea livgarde samma år. Han avancerade till löjtnant fyra år senare och blev efter tjänstgöring som stabsadjutant vid Livgardesbrigaden 1859 kapten vid regementet den 21 augusti 1860. Han begärde kort därpå avsked, vilket beviljades den 8 april 1862.

## Lanthushållning
Wachtmeister ägnade sig nu åt skötseln av familjens många jordegendomar i Södermanland, vilka efter faderns död 1859 måste omhändertas av den ende sonen. Dessa var:
- i Helgona socken: Kristineholm, Broby, Bönsta, Ekeby och Tuna
- i Råby-Rönö socken: Hossebo och Veda
- i Lids socken: Ånsta
- i Runtuna socken: Onsberga, Sörby och Ärsta

Fastigheterna värderades vid hans frånfälle till 898 800 kronor.

## Politisk karriär
Han företrädde ridderskapet och adeln vid ståndsriksdagarna 1856–1858 och 1859–1860. Wachtmeister var senare ledamot av riksdagens andra kammare 1876–1881, invald i Jönåkers, Rönö och Hölebo häraders valkrets i Södermanlands län. Han var efter det ledamot av riksdagens första kammare 1882–1889 för Södermanlands län. Han tillhörde Centern i andra kammaren.

## Familj
Wachtmeister gifte sig den 27 november 1860 på Hamiltonhill i Färlövs socken, Kristianstad län, med Vilhelmina Ulrika Magdalena (Malla) Bennet, 1837–1928. De fick tillsammans tolv barn, alla födda på Bönsta. Magdalena Bennets mor hette Fredrika Vilhelmina Wrangel af Sauss och var syster till Amalia Regina som var gift på granngården Tistad.
- Gustaf Rutger, 1861–1877.
- Louise Fredrika, 1863–1963.
- Charlotte Sofie Louise, 1864–1960. Gift 1893 med Otto Ulrik Croneborg, 1863–1951. Ägde Hossebo i Råby-Rönö socken.
- Henrietta Elisabeth, 1865–1965. Gift med Gustaf Robert Sederholm, 1868–1939, landshövding i Södermanland 1927–1935.
- Tage Fredrik, född 1868, död samma år.
- Carl Christian Alarik, 1869–1941. Gift första gången 1902 med sin syssling Augusta Henrietta Ramel, född 1874, död i Skövde 1905. Gift andra gången 1918 med friherrinnan Jutta Hermine von Nolcken, född 1893. Farfar till Kristineholm nuvarande ägare och morfar till Ånstas nuvarande ägare.
- Arvid Fredrik, 1871–1914. Gift 1902 med sin syssling, friherrinnan Hedvig Louise Henriette Lagerfelt, född 1870, avliden 1946. Farfar till Bönstas nuvarande ägare.
- Gunilla Fredrika (Dicken), 1872–1963. Gift 1893 med Arvid Adam Natanael Reuterskiöld, 1866–1915.
- Claes Rütger, 1874–1946.
- Fredrik Knut, 1876–1878.
- Ebba Magdalena (Malla), 1878–1961. Gift 1905 med sin syssling och samtidigt sin bror Arvids svåger, friherre Israel Christian Gustaf Lagerfelt, född 1874, avliden 1956. Syskonen Lagerfelts farmor hette Lovisa Wachtmeister, född 1801, och var syster till farfar Gustaf, född 1792.
- Amelie Carolina, 1879–1965. Gift 1904 med bergsingenjören Erik Tamm, 1873–1944.